# 偏何
偏何，东汉前期鲜卑首领，大都护。
汉光武帝建武二十五年（公元49年）汉朝联络鲜卑打击北匈奴时，他受到财货所诱，率众归附汉朝，派使者进贡。受命攻打北匈奴左伊秩訾部，斩杀二千余人。后来连年出击匈奴，以首级获得赏赐，削弱了匈奴的势力。汉明帝永平元年（58年），汉朝辽东郡太守祭肜派他率部击败渔阳赤山乌桓，击杀乌桓首领歆志贲（钦志贲）。此后，敦煌郡、酒泉郡以东鲜卑大人全都归附汉朝，他每年得赏赐钱币二亿七千万，汉明帝、汉章帝两朝边塞无警。